# Kościół Wniebowzięcia Najświętszej Maryi Panny w Cieszkowie
Kościół Wniebowzięcia Najświętszej Maryi Panny – rzymskokatolicki kościół parafialny należący do dekanatu Zduny diecezji kaliskiej.
Dawna świątynia istniała już w 1503 roku, natomiast obecny kościół w stylu barokowym został wybudowany z fundacji księżnej Katarzyny Agnieszki Ludwiki Sapieżyny około 1753 roku. Budowla była restaurowana w 1951 i 1957 roku. Świątynia jest jednonawowa i posiada centralną kopułę, elewację zachodnią z dwiema wieżami oraz półkoliste prezbiterium otoczone bliźniaczymi kaplicami. Sklepienia wnętrza spływają na gzymsy podtrzymywane przez kompozytowe pilastry. Bogate wyposażenie kościoła w stylu barokowo-rokokowym, powstało w połowie XVIII wieku.  Rokokowy ołtarz główny i ołtarze boczne, z których najbardziej wartościowe są św. Józefa i św. Dominika, ambony, konfesjonał i liczne obrazy m.in. wotywny Matki Bożej Częstochowskiej. Na południowe emporze rokokowe epitafium fundatorki z 1779. W prezbiterium barokowa, kuta krata z 1720, barokowe świeczniki. Nad portalem kościoła herb Sapiehów.
Od 1951 roku świątynią i parafią opiekują się Salezjanie.

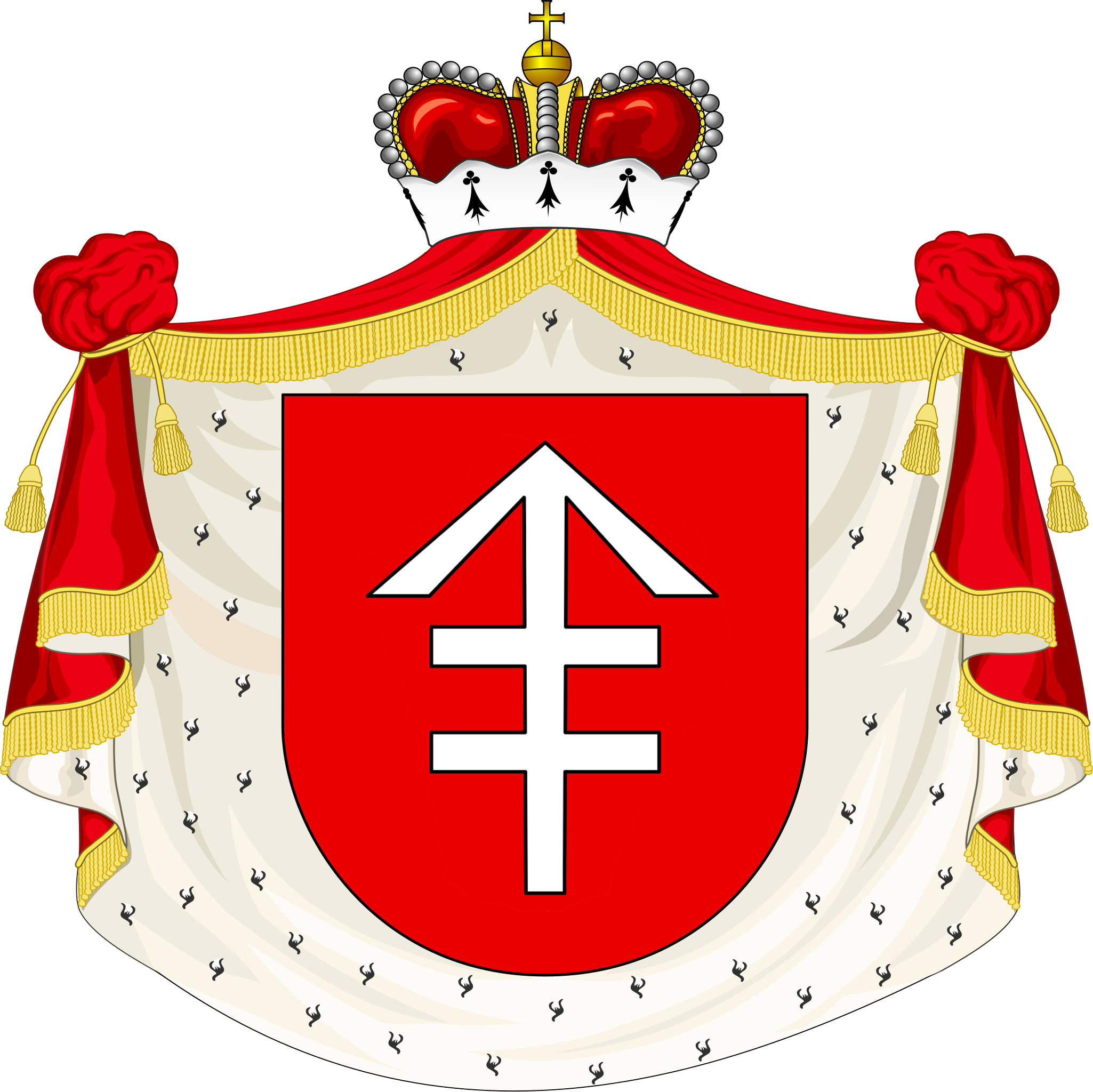
Herb Sapiehów